# Centrum Zgody
Centrum Zgody (łot. Saskaņas Centrs, SC; ros. Центр согласия) – łotewska koalicja polityczna o charakterze centrolewicowym powstała w 2005. 

## Historia
Ugrupowanie wywodzi się z powstałej w 2002 koalicji O Prawa Człowieka w Zjednoczonej Łotwie. W jego szeregach znalazło się w 2005 pięć podmiotów:
- Partia Zgody Narodowej
- Łotewska Partia Socjalistyczna
- Nowe Centrum
- Dyneburska Partia Miejska
- Partia Socjaldemokratyczna (Sociāldemokrātiskās partija, SDP)[1].

W wyborach z 2006 koalicja zdobyła 18 miejsc w Sejmie, pokonując partię O Prawa Człowieka w Zjednoczonej Łotwie, która dotychczas cieszyła się największą popularnością wśród mniejszości rosyjskojęzycznych. 11 mandatów w ramach sojuszu otrzymała Partia Zgody Narodowej, 4 – Łotewska Partia Socjalistyczna, zaś Nowe Centrum i Dyneburska Partia Miejska po jednym. W wyborach do Sejmu X kadencji w 2010 uzyskała 26,04% głosów i 29 mandatów.

## Program
Program gospodarczy partii można określić jako lewicowy: Centrum domaga się zwiększenia wydaktów socjalnych na oświatę i pomoc społeczną, chce wprowadzenia płacy minimalnej oraz znacznego ograniczenia bezrobocia. Ugrupowanie opowiada się za integracją mniejszości rosyjskojęzycznej w państwie poprzez przyznanie obywatelstwa mieszkającym na Łotwie Rosjanom (wycofanie regulacji wprowadzających status nieobywatela), podwyższeniem statusu języka rosyjskiego w administracji i samorządach oraz pomocą dla rosyjskojęzycznego szkolnictwa. W polityce zagranicznej partia występuje za członkostwem w Unii Europejskiej oraz dobrymi relacjami z Rosją, Białorusią i pozostałymi krajami WNP. 
Większość elektoratu koalicji stanowią mieszkający na Łotwie oraz uprawnieni do głosowania w wyborach Rosjanie i inne mniejszości słowiańskie – dominują oni również wśród parlamentarzystów Centrum. Koalicja znajduje się w opozycji wobec rządzącej Łotwą centroprawicy.

## Reprezentacja
Ugrupowanie było reprezentowane w kadencji 2009–2013 w 43 samorządach. Wraz z LPP/LC współtworzyło koalicję rządzącą w Rydze, a jego przedstawiciel Nils Ušakovs został w 2009 burmistrzem miasta. Na czele samorządów w Rzeżycy, Lucynie i Zilupe również stanęli przedstawiciele Centrum, a w Salaspils, Rzeżycy i Viļāni zostali zastępcami przewodniczących tych samorządów. W Radzie Miejskiej Rzeżycy partia dysponowala 9 mandatami, w Radzie Miejskiej Jełgawy – 3, w Radzie Miejskiej Lipawy – 2, a w Radzie Dyneburga – 3.